# Glyn Pardoe
Glyn Pardoe (født 1. juni 1946 i Winsford, England, død 26. maj 2020) var en engelsk fodboldspiller (back/angriber).
Pardoe spillede hele sin aktive karriere, fra 1962 til 1976, hos Manchester City. Han debuterede for klubben allerede som 16-årig i et opgør mod Birmingham City og nåede at spille mere end 300 ligakampe for klubben.
I løbet af sin karriere vandt Pardoe adskillige titler med Manchester City. Han vandt det engelske mesterskab med klubben i 1968, og FA Cuppen i 1969. I 1970 blev det til sejr i både Liga Cuppen og Pokalvindernes Europa Cup.

## Titler
Engelsk mesterskab
- 1968 med Manchester City

FA Cup
- 1969 med Manchester City

Football League Cup
- 1970 med Manchester City

Pokalvindernes Europa Cup
- 1970 med Manchester City